# Wilhelm Dörpfeld
Wilhelm Dörpfeld (Barmen, 26 dicembre 1853 – Leucade, 25 aprile 1940) fu uno tra i più noti archeologi tedeschi e contribuì alla riscoperta delle rovine in Grecia.
Lavorò ad Olimpia, con Schliemann a Troia e Tiro, a Pergamo e nell'Agorà di Atene. Fu uno dei fondatori del metodo scientifico archeologico.

## Biografia
Wilhelm Dörpfeld era figlio del pedagogo Friedrich Wilhelm Dörpfeld. Dopo la maturità, conseguita nel 1872, in una scuola di Elberfeld che poi porterà il suo nome, studiò architettura all'accademia di Berlino fino a conseguire l'abilitazione. In seguito all'assunzione presso l'ufficio del suo maestro (ed in seguito suocero) Friedrich Adler cominciò ad interessarsi di ricerca in campo archeologico ed architettonico.
Dörpfeld giunse ad Olimpia nel 1877, in qualità di assistente dell'architetto addetto agli scavi Richard Bohn, che aveva iniziato gli scavi con Ernst Curtius e Friedrich Adler nel 1874. Nel 1878, all'età di 25 anni, Dörpfeld era già responsabile della direzione degli scavi. 
Dopo la fine dei lavori ad Olimpia fu assunto, nel 1882, da Heinrich Schliemann per gli scavi condotti a Troia, e li portò a termine dopo la sua morte. Dörpfeld si rese conto, per primo, dell'importanza dei ritrovamenti. Ulteriori importanti scavi e ricerche avvennero dal 1884 al 1885, quando lavorò con Schliemann a Tiro. Dal 1900 al 1913 lavorò con Alexander Conze agli scavi di Pergamo, mentre nel 1931 svolse ricerche all'Agorà di Atene. 
Fu, dal 1886 al 1912, secondo segretario (Direttore) dell'Istituto Archeologico Tedesco ad Atene; fu uno dei fondatori del metodo scientifico archeologico, secondo il quale il valore storico di uno scavo viene amplificato attraverso lo sviluppo di nuovi metodi di scavo. La documentazione precisa sui ritrovamenti ottenuta attraverso la stratigrafia costituì pietra angolare dei processi di ritrovamento e ricostruzione.
Per i suoi progressi nel campo dell'archeologia gli furono conferite sette lauree ad honorem e, nel 1892, il titolo di Professore. I suoi lavori, in tarda età, sulla preistoria del santuario di Olimpia e sulle origini della cultura micenea furono prive di successo. Il Liceo Wilhelm Dörpfeld a Wuppertal-Elberfeld fu ribattezzato in suo onore.

## Opere
- Das griechische Theater, 1896
- Troja und Ilion, 1902
- Alt-Olympia, 2 Bände, 1935
- Alt-Athen und seine Agora, 2 Bände, 1937-39

Una raccolta completa degli scritti a cura di Peter Goessler in: Archäologischer Anzeiger 1950/51, S. 381 ff.